# کانییسار دل الیبار

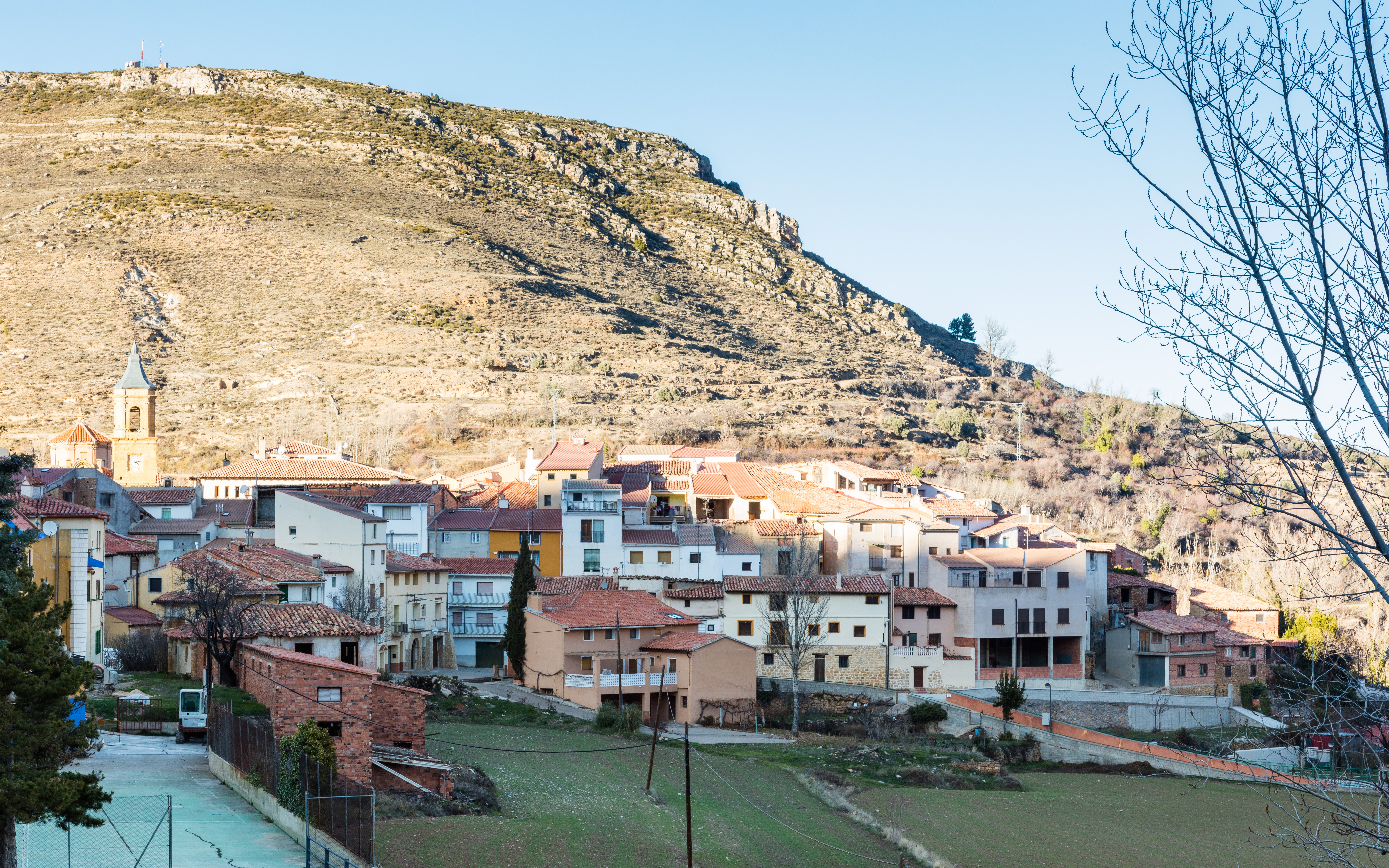
منطقه مسکونی در اسپانیا

کانییسار دل الیبار (به اسپانیایی: Cañizar del Olivar) یک شهرستان در اسپانیا است که در استان تروئل واقع شده‌است.

## خصوصیات
کانییسار دل الیبار ۱۸ کیلومترمربع مساحت و ۱۱۳ نفر جمعیت دارد.